# Norman Solomon (Journalist)

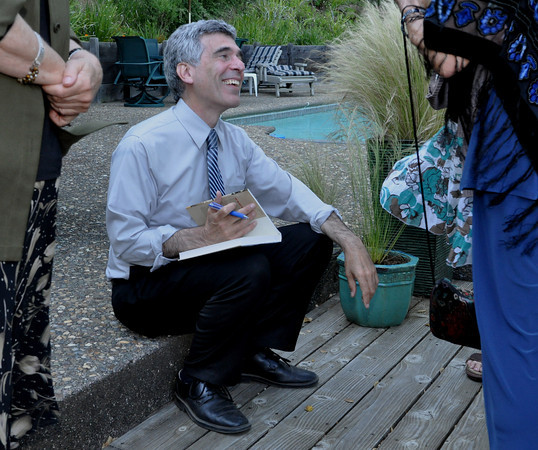
Norman Solomon (2011)

Norman Solomon (* 7. Juli 1951) ist ein US-amerikanischer Journalist und Antikriegs-Aktivist. Er ist als Autor medienkritischer Sachbücher bekannt.

## Leben
Neben seiner langjährigen Mitarbeit bei der Media-Watch-Organisation Fairness & Accuracy in Reporting (FAIR) ist er auch der Gründer und Geschäftsführer des Institute for Public Accuracy, einer Vereinigung von amerikanischen Politikwissenschaftlern, die sich darum bemüht, Journalisten auch alternative Informationsquellen zu eröffnen. Seine Kolumne „Media Beat“ erscheint seit 1992 in verschiedenen Zeitungen in den ganzen USA.
Sein Buch War Made Easy wurde in einer Dokumentation mit dem Untertitel „Wenn Amerikas Präsidenten lügen“ umgesetzt. Sie zeigt, wie Sprache und Rhetorik der US-Präsidenten nahezu identisch waren, wenn es darum ging, durch Manipulation und Propaganda mit Hilfe der Medien die Bevölkerung zu überzeugen, das amerikanische Militär mobilisieren zu müssen und im Verlauf des Krieges oder am Ende die Unwahrheiten über die angebliche Notwendigkeit aufgedeckt worden sind.